# 斯塔雷村 (羅夫諾州)
51°36′35″N 27°7′32″E / 51.60972°N 27.12556°E

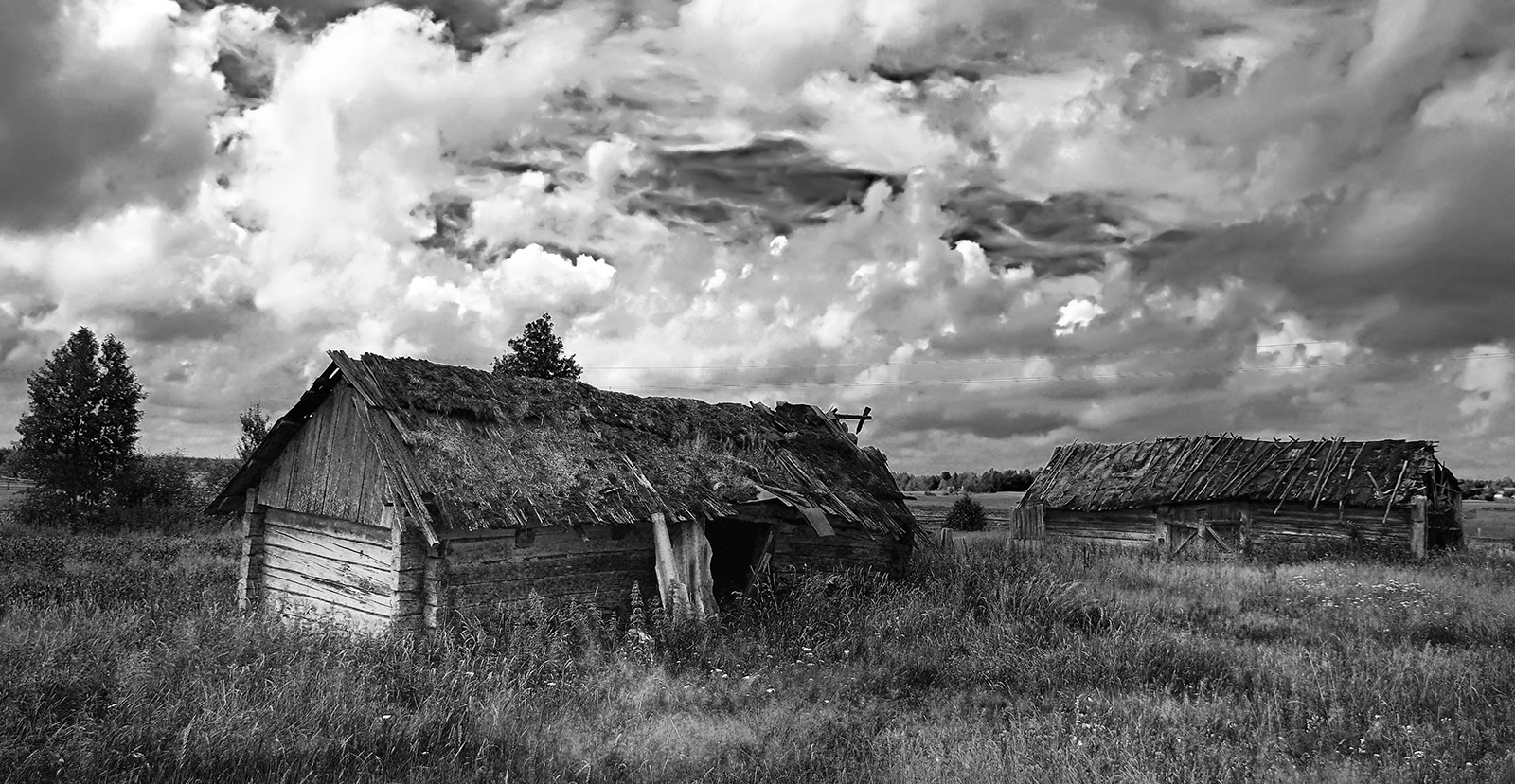
村庄入口处

斯塔雷村（直译：老村），是烏克蘭西北部羅夫諾州薩爾內區斯塔雷村市镇的村落及其行政中心。始建於1750年，面積89.3平方公里，海拔高度144米，2001年人口2,880，人口密度每平方公里32.2人。